# La Vendetta (film, 1962)
Pour les articles homonymes, voir Vendetta (homonymie).
Pour plus de détails, voir Fiche technique et Distribution.
La Vendetta (titre italien : Bandito sì... ma d'onore) est un film franco-italien réalisé par Jean Chérasse, sorti en 1962.

## Synopsis
M. Lauriston est un continental retiré en Corse pour sa retraite. À cause d'un malentendu, il se retrouve candidat à la mairie du village. Ce que Bartoli, le patron du café, a beaucoup de mal à accepter, lui qui convoite la mairie depuis bien longtemps...

## Fiche technique
- Titre original français : La Vendetta
- Titré italien : Bandito sì... ma d'onore
- Réalisation : Jean Chérasse
- Scénario : D'après le roman de Henri Omessa Le candidat Lauriston
- Adaptation : Albert Valentin, Jean Clouzot, Jean Cherasse, Jacques Emmanuel
- Dialogues : Jacques Emmanuel
- Assistant réalisateur : L.A Pascal
- Images : Roland Pontoizeau
- Lieu de tournage : Vescovato,CORSE
- Opérateur : Adolphe Charlet, assisté de Arthur Raimondo, Max Dulac, Jean-Paul Lemaitre et Robert Fraisse
- Musique : Derry Hall, chef d'orchestre Raymond Bernard - (éditions "Le rideau rouge")
- Chanson corse de Tintin Pasqualini
- Décors : Robert Giordani, assisté de Jacques d'Ovidio et Frédéric de Pasquale
- Son : Gérard Brisseau, assisté de P.F Durand et Lucien Moreau
- Montage : Georges Arnstam, assisté de J.C Hamon
- Script-girl : Suzanne Bon
- Maquillage : Maittret Phong
- Machiniste : L. Delporte
- Les bijoux portés par R. Varte sont des créations C.I.S
- Chef électricien : R. Bernard
- Administrateur : Albert Mazaleyrat
- Photographe de plateau : J.C Castelli
- Régisseur général : R. Porte
- Régisseur plateau : C. Auvergne
- Accessoiriste : J.C Dolbert
- Tirage dans les laboratoires S.I.M
- Enregistrement S.E.M.S, studios Marignan - Poste Parisien
- Pellicule 35 mm, noir et blanc
- Production : Le Trident, S.I.F.E.C (Paris) - M.E.C Cinematografica (Rome)
- Chef de production : B. Christin-Falaize et N.A Constantini
- Directeur de production : Antoine Maestratti
- Secrétaire de production : M. Naar
- Tournage dans les studios Eclair
- Pays d'origine :  France,  Italie
- Genre : Comédie
- Durée : 85 minutes
- Visa d'exploitation : 25734
- Dates de sortie :
  -  France : 18 avril 1962 (exclusivité au Gaumont-Palace, puis 1 153 684 entrées en France)

## Distribution
- Louis de Funès : Valentino Amoretti, le bandit d'honneur et père d'Antonia
- Francis Blanche : Le capitaine Bartoli, un candidat à la mairie
- Marisa Merlini : La postière
- Olivier Hussenot : Mr Lauriston, le paisible rentier
- Jean Lefebvre : Colombo, un partisan de Bartoli
- Rosy Varte : Mme Marthe Lauriston, la femme du rentier
- Jean Houbé : Michel Lauriston, le neveu
- Christian Mery : L'instituteur, partisan de Bartoli
- Charles Blavette : Sosthène, un partisan de Corti
- Noël Rochiccioli : Colonna
- Juan Vilato : Le chanteur partisan de Mr Lauriston
- Geneviève Galéa : Antonia Amoretti, la fille
- Jacqueline Pierreux : La touriste, amie du capitaine
- Elisa Mainardi : La fille de Bastia
- Mario Carotenuto : Corti, un candidat à la mairie
- Jacqueline Doyen
- Tintin pasqualini
- Noël Vinciquerra
- Florence Brière
- avec le concours de la population de Vescovato

## Box-office
Au cours de l'année de sa sortie, le film engrange 1 186 745 francs de recettes, pour 477 473 entrées.